# Camillina tsima
Camillina tsima är en spindelart som beskrevs av Norman I. Platnick och Murphy 1987. Camillina tsima ingår i släktet Camillina och familjen plattbuksspindlar.
Artens utbredningsområde är Madagaskar. Inga underarter finns listade.